# Окулирање
Окулирање или очење је једна од метода калемљења биљака. Ово је најчешћи начин калемљења воћа.

## Опис
Овај начин калемљења се састоји у томе да се један пупољак (окце) са биљке калема пренесе под кору подлоге на средњем или вршном делу изданка, на којој се претходно направи рез у облику слова „Т“. Окца се узимају са средине јачих грана са делом коре или дрвета. Користе се потпуно формирани, зрели успавани пупољци, а подлога такође мора да буде спремна. То значи да је у стадијуму активног раста; камбијум се активно развија, а кора може да се љушти уз најмању могућу штету. Примењује се два пута годишње, али се најуспешније врши крајем лета, а срастање отпочиње током наредне године. Део подлоге који се налази изнад калема је потребно одстранити када дође до раста калема. Уколико је калемљење извршено у касно лето, тај део се уклања или у касну зиму или у рано пролеће. На тај начин се обезбеђује да калем израсте.

## Предности
Ова метода има бројне предности; сам рад је врло једноставан и брзо се одвија, а и срастање калема је врло брзо, јер је и рана која се направи много мања него код других метода. Сама техника не захтева веће количине материјала.

## Примери
Ово је најчешћи начин калемљења ружа. При томе подлога мора да има дугачак и раван корен, најмање 15 цм дуг и дебљине оловке, тако да има довољно места за окулирање. Изданци морају бити здрави и без било каквих знакова неког обољења. Зависно од климатског подручја у коме се руже узгајају, узгајивачи користе разне врсте подлога, али се увек даје предност онима које имају дуг вегетацијски период. Врши се и на стаблима јапанске јабуке, али успех зависи од сорте. И друго воће и украсно биље се калеми овим начином, јер се тако очигледно побољшавају пожељне карактеристике те биљке, без обзира да ли се ради о културној или дивљој биљци.